# Sagartia hastata
Sagartia hastata is een zeeanemonensoort uit de familie Sagartiidae. De anemoon komt uit het geslacht Sagartia. Sagartia hastata werd in 1859 voor het eerst wetenschappelijk beschreven door Wright. 